# Aarhus (comuna)
A Comuna de Aarhus ( PRONÚNCIA; até 2011 grafada Århus) é um município da Dinamarca, situado na costa leste da península da Jutlândia e banhada pelo estreito do Categate.

É a segunda comuna com mais população do país, e um dos municípios da Dinamarca que tem crescido mais nos últimos anos.

Tem como centro administrativo a cidade de Aarhus.
Tem uma área de 468 km² e uma  população de 345 332 habitantes (2019). 
Pertence à região da Região Jutlândia Central..

As maiores localidades do município são Aarhus, Lystrup, Beder-Malling, Løgten e Mårslet.